# Bệnh nấm da ở thỏ

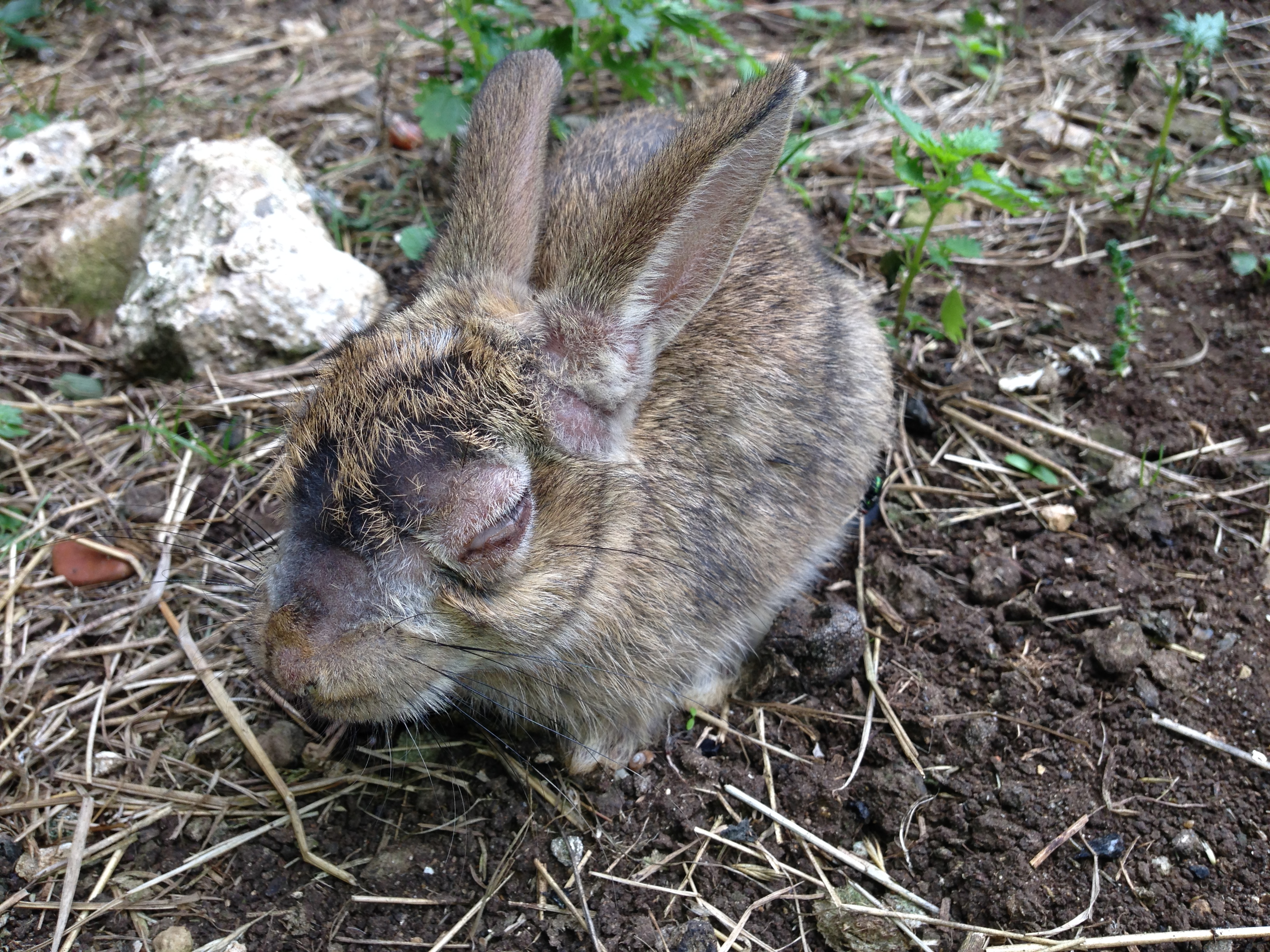
Thỏ châu Âu trên đảo Flat Holm, xứ Wales, bị nhiễm myxomatosis, gây ra bởi virus myxoma

Bệnh nấm da ở thỏ (tên khoa học là Myxomatosis, đôi khi được rút ngắn thành "myxo" hoặc "myxy") là một căn bệnh ảnh hưởng đến thỏ, gây ra bởi virus Myxoma. Nó lần đầu tiên được quan sát thấy ở Uruguay trong phòng thí nghiệm thỏ vào cuối thế kỷ 19. Nó đã được đưa vào Úc vào năm 1950 trong nỗ lực để kiểm soát quần thể thỏ hoang ở Úc. Thỏ bị nhiễm bệnh nấm da phát triển các khối u ở da, và trong một số trường hợp bị mù, tiếp theo là mệt mỏi và sốt, chúng thường chết trong vòng 14 ngày sau khi bị nhiễm bệnh. Do tiềm năng lây truyền qua côn trùng, thỏ làm vật nuôi có thể dễ bị nhiễm bệnh ở các vùng sinh lý và được khuyến cáo nên tiêm vắc-xin.

## Ảnh hưởng

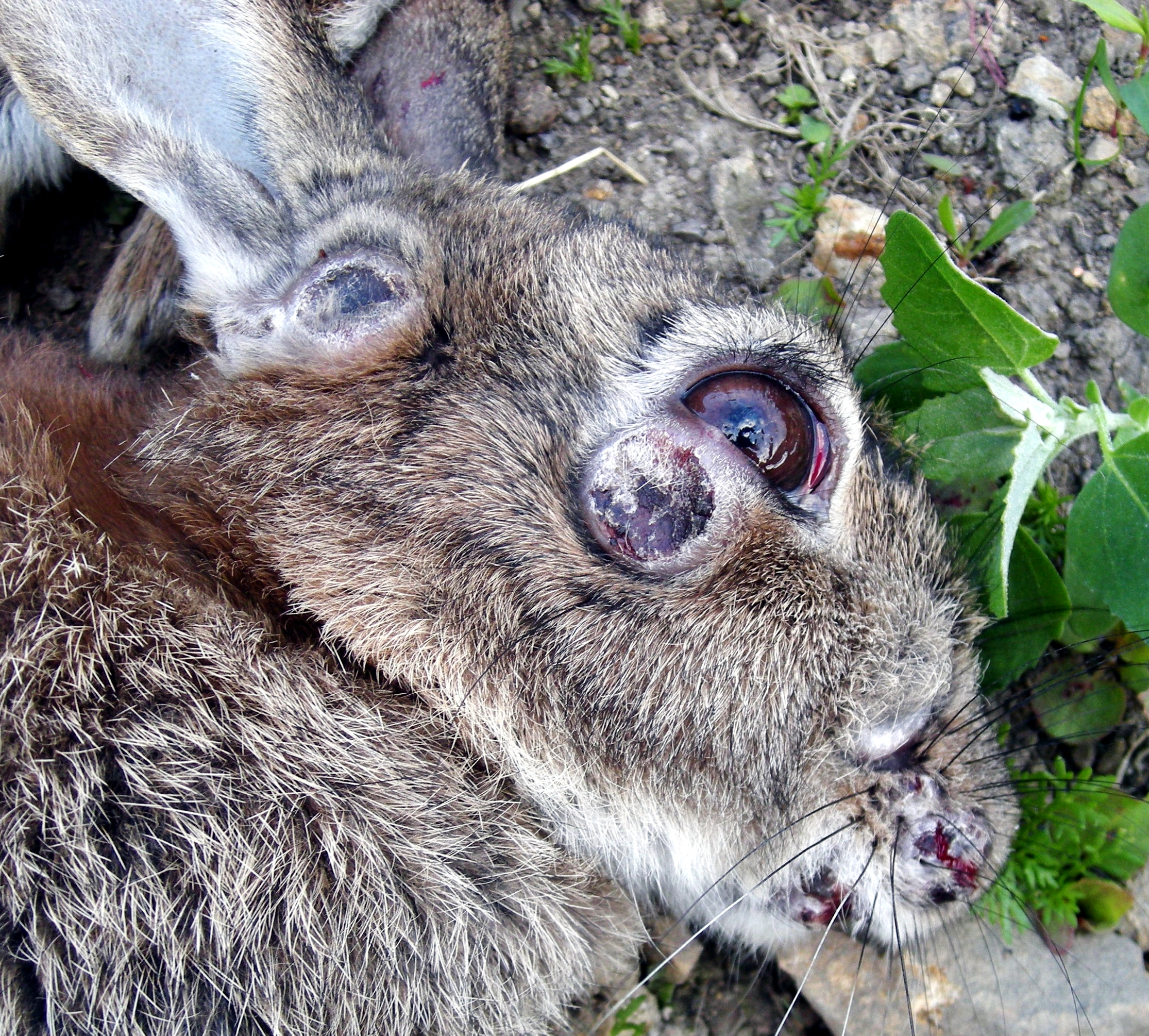
Các khối u da trên thỏ bị bệnh nấm da

Ở thỏ thuộc giống Sylvilagus (thỏ con) sống ở châu Mỹ, bệnh nấm da chỉ gây ra các khối u da cục bộ, nhưng thỏ châu Âu (Oryctolagus cuniculus) bị ảnh hưởng nghiêm trọng hơn. Lúc đầu, thông thường bệnh có thể nhìn thấy bởi cục u (myxomata) và bọng quanh đầu, bộ phận sinh dục. Nó có thể tiến triển thành viêm kết mạc cấp tính và có thể là mù lòa; tuy nhiên, đây cũng có thể là triệu chứng đầu tiên có thể nhìn thấy được của căn bệnh này. Những con thỏ trở nên bơ phờ, mất cảm giác ngon miệng, và bị sốt. Nhiễm khuẩn thứ phát xảy ra trong hầu hết các trường hợp, gây viêm phổi và viêm mủ phổi. Trong trường hợp thỏ có ít hoặc không có sức đề kháng, cái chết có thể xảy ra nhanh chóng, thường trong ít nhất là 48 giờ; hầu hết các trường hợp dẫn đến tử vong trong vòng 14 ngày.

## Chữa trị
Ở thỏ nuôi, bệnh nấm da có thể được chẩn đoán nhầm là nhiễm trùng huyết trùng, nhiễm trùng do vi khuẩn có thể điều trị bằng kháng sinh. Ngược lại, không có cách điều trị cho thỏ bị bệnh nấm da, ngoài việc chăm sóc nhẹ để giảm bớt sự đau đớn của thỏ và điều trị nhiễm trùng thứ cấp với hy vọng động vật được điều trị sẽ sống sót.

## Vắc xin
Vắc-xin có sẵn cho thỏ nuôi (mã ATCvet: QI08AD02 (WHO)). Vắc-xin không được phép sử dụng ở Úc vì vi-rút sống trong vắc-xin có khả năng lây lan vào quần thể thỏ hoang dã, điều này có thể dẫn đến miễn dịch thỏ hoang dã đối với bệnh nấm da. Nếu điều này xảy ra, sẽ có sự gia tăng đáng kể số lượng thỏ hoang dã ở Úc, điều này sẽ gây thiệt hại lớn cho môi trường và tổn thất kinh tế. Nhiều con thỏ nuôi ở Úc tiếp tục chết vì căn bệnh này do thiếu khả năng miễn dịch. Có diễn ra ít nhất một chiến dịch để cho phép sử dụng vắc-xin cho thỏ nuôi trong nhà.
Ở Anh, một loại vắc-xin kết hợp trực tiếp, Nobivac Myxo-RHD, được sản xuất bởi MSD Animal Health, đã có mặt từ năm 2011. Hoạt chất của nó là chủng virus RHD dạng tủy sống và nó có thời gian miễn dịch 1 năm đối với bệnh RHD và bệnh nấm da ở thỏ.

## Kháng thể
Sự phát triển của kháng bệnh đã thực hiện các khóa học khác nhau. Ở Úc, vi-rút ban đầu đã giết thỏ rất nhanh - khoảng 4 ngày sau khi nhiễm bệnh. Điều này đã cho ít thời gian để lây nhiễm. Tuy nhiên, một dạng virus ít nguy hiểm hơn sau đó trở thành phổ biến ở đó, lây lan hiệu quả hơn bằng cách ít gây chết người hơn. Ở châu Âu, nhiều thỏ có khả năng kháng bệnh với vi-rút ban đầu đã lan truyền. Tỷ lệ sống sót của thỏ bệnh đã tăng lên 35%, trong khi những năm 1950 nó gần bằng không.